# Sinibaldo Ordelaffi
Sinibaldo Ordelaffi (1336 – Rocca di Ravaldino, 28 ottobre 1386) signore di Forlì nel XIV secolo, della nobile famiglia degli Ordelaffi.

## Biografia
Figlio di Francesco II Ordelaffi e di Marzia degli Ubaldini detta "Cia", riconquistò il 6 gennaio 1376 la signoria di Forlì, che si era di nuovo ribellata al dominio pontificio, e fu appoggiato dal partito ghibellino.
Nel 1377 appoggiò Astorre I Manfredi nella guerra contro il cardinale Roberto di Ginevra e conquistò Cesena.
All'inizio del 1379 concluse una pace con papa Urbano VI e fu nominato vicario pontificio di Forlì, Forlimpopoli, Sarsina, Oriolo e Castrocaro per un periodo di 12 anni.
Nel 1384 passò da Forlì Enguerrand VII di Coucy, dopo aver conquistato Arezzo. Portava con sé la preziosa reliquia della testa di San Donato, patrono di quella città. Sinibaldo riscattò la reliquia, che tenne con grande venerazione fino a che essa fu restituita agli aretini.
Il 13 dicembre 1385 fu deposto dai nipoti Pino II Ordelaffi e Cecco e imprigionato nella Rocca di Ravaldino, dove morì l'anno successivo, forse avvelenato.

## Discendenza
Sinibaldo sposò il 22 novembre 1379 Paola Bianca Malatesta, figlia di Pandolfo Malatesta. Non ebbero eredi.
Ebbe un figlio naturale, Filippo.